# Condado de Sullivan (Nuevo Hampshire)
El condado de Sullivan (en inglés: Sullivan County), fundado en 1827, es uno de los diez condados del estado estadounidense de Nuevo Hampshire. En el censo de 2000 el condado tenía una población de 40.458 habitantes. La sede del condado se encuentra localizada en Newport.

## Geografía
Según la Oficina del Censo, el condado tiene un área total de 1430 km² (552,1 mi²), de la cual 1391 km² (537,1 mi²) es tierra y 39 km² (15,1 mi²) (2,63%) es agua.

## Demografía
En el censo de 2000, hubo 40,458 personas, 16.530 hogares, y 11.174 familias residiendo en el condado. La densidad poblacional era de 75 personas por milla cuadrada (29/km²). En el 2000 había 20,158 unidades unifamiliares en una densidad de 14 km² (5,4 mi²). La demografía del condado era de 97,99% blancos, 0,24% afroamericanos, 0,29% amerindios, 0,37% asiáticos, 0,02% isleños del Pacífico, 0,14% de otras razas y 0,94% de dos o más razas. 0,55% de la población era de origen hispano o latino de cualquier raza. 16,9% eran de origen inglés, 5,1% italiano, 14,7% francés, 11,7% franco-canadiense, 6,2% alemán, 10,0% irlandés y 10,7% estadounidense 96,1% de la población hablaba inglés y 1,6% francés en casa como lengua materna. 
La renta per cápita promedia del condado era de $40.938, y el ingreso promedio para una familia era de $48.516. En 2000 los hombres tenían un ingreso per cápita de $32.185 contra $24.615 para las mujeres. La renta per cápita del condado era de $21.319 y el 8,50% de la población estaba bajo el umbral de pobreza nacional.

## Ciudades y pueblos
- Acworth
- Charlestown
- Claremont
- Cornish
- Croydon
- Goshen
- Grantham
- Langdon
- Lempster
- Newport
- Plainfield
- Springfield
- Sunapee
- Unity
- Washington